# 12383 Eboshi
12383 Eboshi eller 1994 TF1 är en asteroid i huvudbältet som upptäcktes den 2 oktober 1994 av de båda japanska astronomerna Kazuro Watanabe och Kin Endate vid Kitami-observatoriet. Den är uppkallad efter Eboshi-iwa i japan.
Asteroiden har en diameter på ungefär 11 kilometer.